# Nina Kolleck
Nina Kolleck (* 1981) ist eine deutsche Bildungsforscherin und Politikwissenschaftlerin. Seit 2023 ist sie Professorin für Erziehungs- und Sozialisationstheorie an der Universität Potsdam.

## Leben

### Ausbildung und Studium
Nach dem Abitur absolvierte sie zunächst ein freiwilliges soziales Jahr in Frankreich, wo sie insbesondere mit Analphabeten in ländlichen Regionen der Normandie zusammenarbeitete. Ein Studium schloss sie an der Université de Caen und 2007 an der Universität Potsdam ab. 2010 wurde sie an der Freien Universität Berlin promoviert (und ebenfalls dort habilitiert). Während ihres Studiums sammelte sie berufliche Erfahrungen in Kamerun, Ecuador, im Deutschen Bundestag und in Berliner "Brennpunktschulen". Anschließend leitete sie eine Forschergruppe an der Ruprecht-Karls-Universität Heidelberg sowie der Hertie School of Governance, bevor sie 2014 dem Ruf an die Freie Universität Berlin folgte. Von 2014 bis 2019 war sie Professorin und Inhaberin des Lehrstuhls für Bildungsforschung, Schwerpunkt Modellierung und Analyse sozialer Systeme an der Freien Universität Berlin. Von 2018 bis 2019 war sie Professorin an der RWTH Aachen und von 2019 bis 2023 W3-Professorin für Politische Bildung und Bildungssysteme an der Universität Leipzig. Seit 2023 ist sie Professorin an der Universität Potsdam.
Sie hatte Gastprofessuren an der University of British Columbia in Vancouver, der University of California, Berkeley, der Hebräischen Universität Jerusalem sowie der Tel Aviv Universität inne. Sie ist Mitglied in unterschiedlichen Beiräten, u. a. wurde sie von der Bundesministerin für Bildung und Forschung und der Präsidentin der Kultusministerkonferenz in den wissenschaftlichen Beirat der Steuerungsgruppe „Feststellung der Leistungsfähigkeit des Bildungswesens im internationalen Vergleich“ berufen. 2024 wurde sie als Expertin in die Initiative für einen handlungsfähigen Staat berufen, die unter Schirmherrschaft von Bundespräsidenten Frank-Walter Steinmeier von Thomas de Maizière, Julia Jäkel, Peer Steinbrück und Andreas Voßkuhle initiiert wurde.

### Forschung
In ihren Forschungsprojekten und Publikationen untersucht sie unter anderem, wie soziale Beziehungen Veränderungsprozesse in Bildung und Gesellschaft bewirken und zur Formung von Identitäten und demokratischen Systemen beitragen. Dabei konzentriert sie sich auf Themen wie Sozialisation und Erziehung, soziale Beziehungen und soziale Netzwerke, Jugendforschung, Verschwörungserzählungen, Bildungsungleichheiten, Internationale Organisationen, Demokratiebildung, Klimabildung. Ihre Forschungsprojekte wurden von unterschiedlichen Drittmittelgebern, wie unter anderem der Deutschen Forschungsgemeinschaft (DFG), der Max-Planck-Gesellschaft, dem Bundesministerium für Bildung und Forschung und diversen Stiftungen gefördert.
Sie erhielt 2018 den mit 200.000 Euro dotierten Award for Research Cooperation and High Excellence in Science der Max-Planck-Gesellschaft, des Bundesministeriums für Bildung und Forschung und der Minerva Stiftung und war Mitantragstellerin der DFG Forschergruppe „Internationale Verwaltung (FOR 1745)“. Im Jahr 2022 wurde sie einem ERC Grant des Europäischen Forschungsrats in Höhe von fast 1,5 Millionen ausgezeichnet.

## Auszeichnungen
- Promotionsstipendium der Friedrich-Ebert-Stiftung (FES)
- Ausgewählte Stipendiatin „Berlin der Begegnung“, Genshagener Kreis
- Ausgewählte Teilnehmerin am hochschulübergreifenden ProFiL-Programm zur Führungskräfteentwicklung in der Wissenschaft der Berliner und Potsdamer Universitäten
- „Preis für beste Lehre“, 2016, Freie Universität Berlin
- DAAD-Stipendium für Forschungsaufenthalt an der University of British Columbia, 2016
- ARCHES (Award for Research Cooperation and High Excellence in Science) Max-Planck-Gesellschaft 2017/2018 gemeinsam mit Prof. Miri Yemini (dotiert mit 200.000,00 Euro)
- DAAD-Stipendium für Forschungsaufenthalt an der Hebräischen Universität Jerusalem, 2017
- Stipendium für Forschungsaufenthalt an der University of British Columbia, Berkeley, 2018
- Zentraler Lehrpreis 2021, Universität Leipzig
- ERC Starting Grant 2022

## Mitgliedschaften und Beratungstätigkeiten
- Mitglied im wissenschaftlichen Beirat der Steuerungsgruppe „Feststellung der Leistungsfähigkeit des Bildungswesens im internationalen Vergleich“, ernannt von der Bundesministerin für Bildung und Forschung und der Kultusministerin
- Mitglied der Arbeitsgruppe „Bürgerrecht auf Bildung“ mit der Bundesministerin für Bildung und Forschung, der Bucerius Law School und der Zeit Stiftung
- Mitglied im wissenschaftlichen Beirat in der Stiftung Kinder forschen
- Mitglied im Beirat des Projekts Sure-Online der GiZ zur kollegialen Fallberatung in Schulen
- Mitglied im Vorstand der Sektion Empirische Bildungsforschung in der Deutschen Gesellschaft für Erziehungswissenschaft (DGfE)
- Mitglied im wissenschaftlichen Beirat von Lions Quest
- Mitglied im wissenschaftlichen Beirat des ERC Projekts STUDACT (Leitung: Tel Aviv Universität)
- Ständiges Mitglied in der Tenure Track-Kommission der Universität Hamburg
- Externe Begutachtung von Berufungs- und tenure track-Verfahren an diversen internationalen Universitäten (v. a. USA)
- Regelmäßige Beratungstätigkeiten und Vorträge sowie Mitglied in diversen Beratungsgremien und Jurys im Bundesministerium für Bildung und Forschung (BMBF)

## Schriften
- Global governance, corporate responsibility und die diskursive Macht multinationaler Unternehmen. Freiwillige Initiativen der Wirtschaft für eine nachhaltige Entwicklung? Nomos, Baden-Baden 2011 (Hochschulschrift; zugleich Dissertation, Freie Universität Berlin, 2010), ISBN 978-3-8329-6413-9.
- Bettina Hannover, Nina Kolleck, Lysann Zander (Hrsg.): Soziale Netzwerkanalyse in Bildungsforschung und Bildungspolitik. Zeitschrift für Erziehungswissenschaft, Springer 2014, ISBN 978-3-658-04310-0.
- (Hrsg.-Kollektiv): Traditionen, Zukünfte und Wandel in Bildungsnetzwerken / Symposium „Zeit, Zukünfte und Wandel in Bildungsnetzwerken“. Konferenzschrift, Berlin 2014 / Waxmann, Münster 2016, ISBN 978-3-8309-3362-5.
- Klaus Hurrelmann, Inka Bormann, Nina Kolleck: Bildungsreformen: Fortschritt oder Innovation? Zeitschrift für Pädagogik. Ausgabe 6/2015, ISSN 0044-3247
- Robert Fischbach, Nina Kolleck, Gerghard de Haan (Hrsg.): Auf dem Weg zu nachhaltigen Bildungslandschaften. Lokale Netzwerke erforschen und gestalten. Springer VS, Wiesbaden 2015, ISBN 978-3-658-06977-3,  doi:10.1007/978-3-658-06978-0.
- Nina Kolleck: Bildung: Ignorante Schulpolitik. In: Die Zeit. 27. September 2018, ISSN 0044-2070 (zeit.de [abgerufen am 19. Februar 2024]).
- Nina Kolleck, Klaus Hurrelmann: Frauen in Führungspositionen: Frauen führen besser. In: Die Zeit. 29. März 2022, ISSN 0044-2070 (zeit.de [abgerufen am 19. Februar 2024]).
- Politische Bildung und Demokratie. Eine Einführung in Anwendungsfelder, Akteure und internationale Ansätze. utb, Opladen & Toronto 2022, ISBN 978-3-8252-5937-2.
- Nina Kolleck: Verschwörungstheorien auf TikTok: Stärkt die Demokratie in den Schulen! In: Die Zeit. 10. November 2023, ISSN 0044-2070 (zeit.de [abgerufen am 19. Februar 2024]).